# Войтко Віталій Іванович
Віталій Іванович Войтко (26 липня 1927, Стецівка — 1 березня 1989, Київ) — доктор філософських наук, член-кореспондент АПН СРСР (з 1978 року), директор Науково-дослідного інституту психології Міністерства освіти Української РСР.

## Біографія
В. І. Войтко народився 26 липня 1927 року у селі Стецівці (тепер Звенигородського району Черкаської області). 
Навчався в Уманському учительському інституті. В 1949 році закінчив  Одеський педагогічний інститут імені К. Д. Ушинського. Навчався в аспірантуруі при кафедрі філософії Київського педагогічного інституту імені А. М. Горького. 
У 1953 році захистив дисертацію на здобуття наукового ступеня кандидата філософських наук, а в 1966 році — докторську дисертацію.
В 1959 - 1972 роках  працював завідувачем кафедри філософії Київського політехнічного інституту, в  1972 -  1983 роках - директором Науково-дослідного інституту психології УРСР. За його активної підтримки інститут виконував науково-дослідні роботи із космічної проблематики, зокрема на замовлення науково-виробничого об'єднання  "Молнія", яким керував Г. Є. Лозина-Лозинський.

Могила Віталія Войтка

Помер 1 березня 1989 року. Похований в Києві на Байковому кладовищі (ділянка № 52).

## Наукова діяльність
Наукові інтереси В. І. Войтка були спрямовані на вирішення психолого-педагогічних проблем безперервної і активної освіти дорослих, на здійснення принципу інтеграції освіти, науки і виробництва. Реалізований їм особистісно-рольовий підхід до організації навчального процесу дорослих враховував психологічні особливості учнів, їх індивідуальні схильності та інтереси, дозволяє повніше реалізувати завдання підвищення кваліфікації вчителів через рольове професійне спілкування. Є автором низки  монографій (наприклад, «В. І. Ленін і проблеми науково-технічної революції» (1969) та інші).
Ним опубліковано ряд оригінальних робіт з психології навчання і виховання, впровадження психологічних досліджень у практику, організований щорічний республіканський збірник «Психологія». Під його редакцією підготовлено два видання «Психологічного словника» (1978, 1982).
Вів велику науково-педагогічну роботу. Підготував 41 кандидата наук — фахівців у галузі філософії та психології. Деякі його учні стали докторами наук.

### Праці
- Научное и религиозное мировоззрение. — К., 1960;
- Основы атеизма. — К., 1962;
- Людина, техніка, суспільство. — К., 1967;
- Марксистська соціологія як наука. — К., 1968;
- Молодь і суспільний прогрес. — К., 1970;
- Соціально-психологічний аспект науково-технічної революції. — К., 1976;
- Етика сімейних відносин. — К., 1981;
- Долаючи інерцію мислення. — К., 1988.

## Нагороди
- Орден Трудового Червоного Прапора
- Медалі
- Почесна Грамота Президії Верїовної Ради УРСР